# Schwajkiwka
Schwajkiwka (ukrainisch Швайківка; russisch Швайковка Schwaikowka) ist ein Dorf im Süden der ukrainischen Oblast Schytomyr mit etwa 950 Einwohnern (2001).

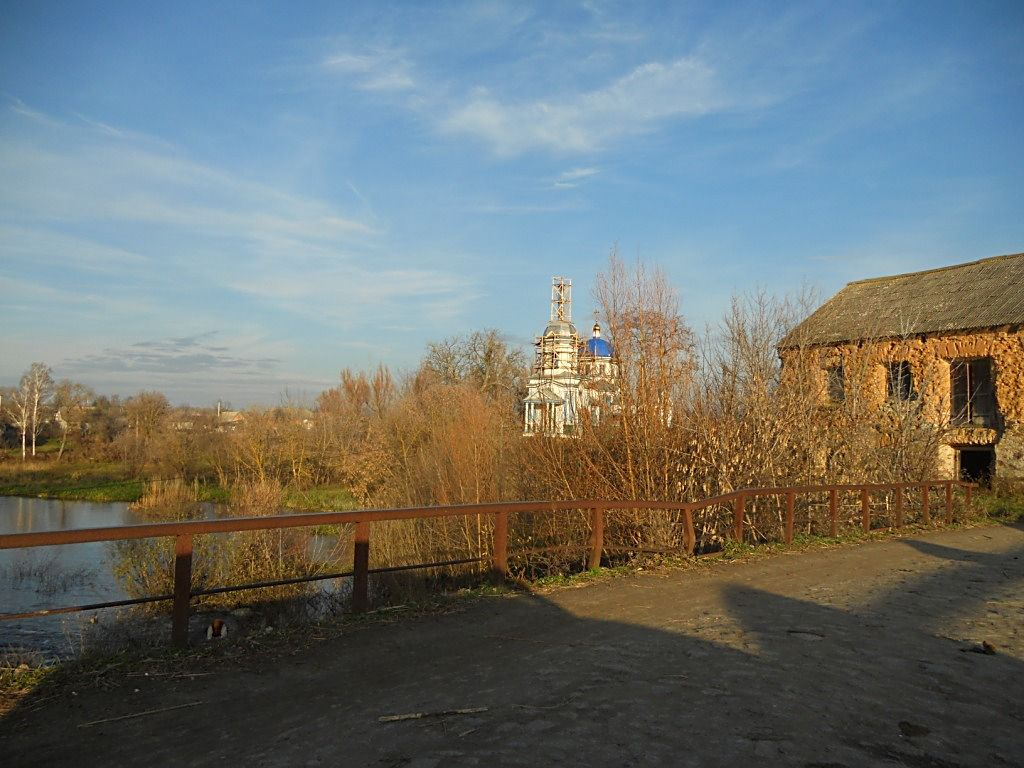
Kirche von Schwajkiwka. Links der Hnylopjat

Das im 17. Jahrhundert gegründete Dorf liegt am Ufer des Hnylopjat (Гнилоп`ять), einem 99 km langen Nebenfluss des Teteriw, 13 km nordwestlich vom Rajonzentrum Berdytschiw und 40 km südlich vom Oblastzentrum Schytomyr. Im Nordwesten grenzt Schwajkiwka an das Dorf Slobodyschtsche. Im Ort befindet sich eine Holzkirche aus dem Jahr 1865.

## Verwaltungsgliederung
Am 13. August 2018 wurde das Dorf zum Zentrum der neugegründeten Landgemeinde Schwajkiwka (ukrainisch Швайківська сільська громада/Schwajkiwska silska hromada), zu dieser zählten auch noch die 5 in der untenstehenden Tabelle aufgelistetenen Dörfer, bis dahin bildete sie zusammen mit dem Dorf Kateryniwka die gleichnamige Landratsgemeinde Schwajkiwka (Швайківська сільська рада/Schwajkiwska silska rada) im Norden des Rajons Berdytschiw.
Am 12. Juni 2020 kam noch das Dorf Malosilka und die Ansiedlung Berisky zum Gemeindegebiet.
Folgende Orte sind neben dem Hauptort Schwajkiwka Teil der Gemeinde:
| Name                     | Name        | Name                        |
| ukrainisch transkribiert | ukrainisch  | russisch                    |
| ------------------------ | ----------- | --------------------------- |
| Berisky                  | Берізки     | Берёзки (Berjoski)          |
| Demtschyn                | Демчин      | Демчин (Demtschin)          |
| Kateryniwka              | Катеринівка | Катериновка (Katerinowka)   |
| Malosilka                | Малосілка   | Малосёлка (Malosjolka)      |
| Myroslawka               | Мирославка  | Мирославка (Miroslawka)     |
| Rajky                    | Райки       | Райки (Raiki)               |
| Slobodyschtsche          | Слободище   | Слободище (Slobodischtsche) |